# Ralph A. Bradshaw
Ralph Alden Bradshaw (* 14. Februar 1941 in Dorchester, Massachusetts) ist ein US-amerikanischer Biochemiker.
Bradshaw erwarb 1962 am Colby College einen Bachelor in Chemie und 1966 bei Robert L. Hill an der Duke University einen Ph.D. in Biochemie. Als Postdoktorand arbeitete er bei Frank Gurd an der Indiana University Bloomington und bei Hans Neurath an der University of Washington (Seattle).
1969 wurde Bradshaw an der Washington University School of Medicine (St. Louis) Assistant Professor für Biochemie, 1972 Associate Professor, 1974 ordentlicher Professor. 1982 wechselte er als Professor für Biochemie an die Medizinische Fakultät der University of California, Irvine (UCI), wo er bis 1993 auch Chair war. 1997 wechselte er auf eine Professur für Physiologie und Biophysik und eine für Anatomie und Neurobiologie an derselben Universität. 2006 wurde er an der UCI emeritiert. Seit 2006 ist er Professor für Pharmazeutische Chemie an der University of California, San Francisco (UCSF).
Forschungsaufenthalte führten Bradshaw 1977/1978 an die University of Melbourne (Australien), 1992/1993 an das Max-Planck-Institut für Biochemie (Deutschland) und 2004/2005 an die Cambridge University (Vereinigtes Königreich).
Bradshaw machte sich um die Aufklärung von Struktur und Funktion verschiedener Proteine verdient, insbesondere Dehydrogenasen und Wachstumsfaktoren wie Nervenwachstumsfaktor (NGF, gemeinsam mit Rita Levi-Montalcini, die 1986 den Nobelpreis für Physiologie oder Medizin erhielt), Epidermaler Wachstumsfaktor (EGF) und Fibroblasten-Wachstumsfaktor 2 (b-FGF). Er studiert die Signaltransduktion bei Eukaryoten und die co- und posttranslationale Modifikation der N-Termini von Proteinen.
1976 erhielt er den Passano Young Scientist Award der Passano Foundation. Er war 1986/87 Gründungspräsident der Protein Society und 1995/96 Präsident der Federation of American Societies for Experimental Biology (FASEB). Er gehörte zu den Herausgebern des Journal of Biological Chemistry.